# Макс Йорик
Макс Йорик (настоящее имя Максим Геннадьевич Юрак; 14 июля 1980 года, Ленинград, СССР) — российский композитор, музыкант, звукорежиссёр, аранжировщик, саунд-продюсер. Электроскрипач, известный своими совместными работами со многими популярными российскими рок-группами.

## Биография
В 1987 году пошёл в школу № 485, в которой, кроме общеобразовательных предметов начал заниматься музыкой (скрипка + фортепиано). В 1991 году перешёл в школу-гимназию № 524 в физико-математический класс, и в ДШИ № 4 имени Е. А. Мравинского на скрипичное отделение. Во время обучения играл в струнном оркестре школы. Окончив ДШИ, и 9 классов гимназии перешёл в школу «Тутти» (школа для музыкально одарённых детей). Окончил «Тутти» в 1997 году и поступил в Санкт-Петербургский государственный университет кино и телевидения (СПБГУКиТ) на факультет экранных искусств (специальность — звукорежиссура, мастерская Г. Я. Франка). После защиты диплома (на следующий день), ушёл в армию. Служил год (2001—2002) рядовым в БОУП МВАУ.
С 14 лет увлёкся рок-музыкой. Играл в ряде групп: «Юй-Чи» (арт-рок), «Бонифаций» (лайт-рок), Mosquito (сайкобилли со скрипкой). В 1999 году  стал участником группы «Пилот» в соавторстве с которой сделал пять альбомов («Сказка о прыгуне и скользящем», «Наше Небо», «Джоконда», «Времена Года», «Рыба, Крот и Свинья»). С группой концертировал по многим городам России и другим странам (Финляндия, Израиль, Молдавия, Беларусь, Казахстан, Латвия, Украина), выступал на фестивалях Нашествие, Крылья, Максидром, Nord Session, Новая Волна, Эммаус, Воздух, Чартова Дюжина, Окна Открой!, а также принимал участие в программах на радио и ТВ.  Записывал акустическую скрипку, электроскрипку, клавишные, перкуссию, занимался программингом, семплингом и виртуальным синтезом. Параллельно, как музыкант, звукорежиссёр или саунд-продюсер, помогал записывать композиции и альбомы многим группам (Король и Шут, Кукрыниксы, Animal Джаз, Декабрь, Ступени, Звонок и др). В 2004 году выпустил первый сольный альбом «Piterra.net». После работы над альбомом «Ч/б» группы «Пилот», ушёл в сольное творчество, оставив с «Пилотом» только концертную деятельность. Осенью 2007 года окончательно разошёлся с группой «Пилот». С 2008 года начал сольную карьеру выпустив инструментальный альбом «Йнако» и дал ряд концертов в Санкт-Петербурге, Москве, Нижнем Новгороде.  В 2009 году, заинтересовавшись видеоартом (после создания видеооформления для сольных концертов)  ушёл в кино/видео индустрию.

## Дискография

#### Сольные альбомы

##### Йорик —PITERRA.NET(CD Land,2004)
01. INTRO
02. ARS LONGA, VITA BREVIS
03. Pt (ПЛАТИНА)
04. Ir (ИРИДИЙ)
05. Th (ТОРИЙ) part 1, part 2
07. Eu (ЕВРОПИЙ)
08. Ru (РУТЕНИЙ)
09. Ra (РАДИЙ)
10. At (АСТАТ)
11. .
12. Ne (НЕОН)  part 1, part 2, part 3
15. Er (ЭРБИЙ)
16. Ti (ТИТАН)
17. VINI, VIDI, VICI
BONUS:
ИЗ НИОТКУДА В НИКУДА (feat: Настя Макарова)

##### Йорик —Йнако
01. Ite, missia est (intro)
02. Niullum maium sine aliquo bono
03. Aut vincere, aut mori
04. Carpe diem
05. O tempora, o mores!
06. 1
07. =
08. Бесконечность
Бонус треки:
*Вертикаль
**Бог?

#### в соавторстве с группой«Пилот»
- «Сказка о Прыгуне и Скользящем»
- «Наше Небо»
- «Джоконда»
- «Времена года»
- «Рыба, Крот и Свинья»

#### работы с другими исполнителями
- Король и Шут — «Герои и Злодеи»[22]
- Кукрыниксы — «Шаман»
- Пилот — «Ч/б»
- Animal ДжаZ — «Как люди»
- Ступени — «Само Собой»
- Звонок — «... засада»
- Танки — «Без дирижера»
- Пилот — «Концерт в Санкт-Петербурге ЗПТ»
- Ма — «...к себе»
- Мельница — «Дикие травы»[23]

## Награды
- Победитель Премии журнала «Петербургский музыкант» в номинации «ЛУЧШИЙ ИСПОЛНИТЕЛЬ НА СМЫЧКОВЫХ ИНСТРУМЕНТАХ 2005»[24]
- Победитель Премии журнала «Петербургский музыкант» в номинации «НАРОДНАЯ ПРЕМИЯ» 2007 год [25]

В составе групп:
- Премия Побоroll 2002 Номинация «Группа года. Выбор слушателей» - Пилот
- Премия Fuzz 2003 Номинация «Лучшая группа» — Пилот
- Премия Fuzz 2004 Номинация «Приз читательских симпатий» — Пилот
- Премия Fuzz 2005 Номинация «Приз читательских симпатий» — Пилот
- Премия Fuzz 2006 Номинация «Приз читательских симпатий» — Пилот

## Видеоклипы
Видеоклипы с участием Макса Йорика
- Пилот - Шнурок
- Пилот - Ждите солнца
- Пилот - Мама
- Пилот - Тюрьма
- Пилот - Рок
- Пилот - Сумасшедший

## DVD
Выпущенные DVD диски с Максом Йориком:
- Пилот — Концертный DVD «Сансара нашего двора»[26]
- Пилот — Часть первая — официальная[27]. Часть вторая — неофициальная[28].
- Пилот — VIDEO SHOW в Ледовом[29]
- Пилот — Дорога в Рай[30]
- Пилот — Концерт в Санкт-Петербурге ЗПТ[31]
- Пилот — Десять лет, полет нормальный[32]

## Видео
- Выступление на фестивале Fuzz 2005
- Макс Йорик на концерте группы Пилот в Ледовом дворце
- Выступление с группой Пилот на Муз ТВ
- Выступление с группой Пилот на марафоне SOS-традание
- Макс Йорик выступление соло
- Макс Йорик выступление с группой Мельница в Олимпийском
- Макс Йорик выступление с группой Кукрыниксы
- Макс Йорик импровизация с группой Чайф